# Legalizacja dokumentów handlowych i eksportowych
Legalizacja dokumentów handlowych i eksportowych jest potwierdzeniem dokumentów handlowych w obrocie międzynarodowym.
Jeżeli zagraniczny partner handlowy wymaga zalegalizowania dokumentu handlowego i eksportowego to pierwszym etapem procesu legalizacyjnego jest uwierzytelnienie dokumentów przez Krajową Izbę Gospodarczą lub inną upoważnioną do tego organizację gospodarczą. Usługą legalizacyjną objęte są różnego rodzaju dokumenty stosowane w handlu międzynarodowym, od dokumentów autorstwa wnioskodawcy, świadectw i zaświadczeń urzędów państwowych i samorządowych, do poświadczeń autentyczności kopii, kserokopii dokumentu na podstawie okazanego oryginał włącznie.
Rodzaje legalizowanych dokumentów:
1. Dokumenty handlowe i eksportowe, m.in. faktury, deklaracje, specyfikacje, umowy, pełnomocnictwa, tłumaczenia inne niż przysięgłe.
2. Dokumenty przewozowe np. konosamenty, faktury transportowe i inne związane z przewozem.
3. Świadectwa wydane przez urzędy weterynaryjne, sanitarne, Inspekcję Handlową.
4. Świadectwa i zaświadczenia wydane przez upoważnione jednostki administracji państwowej, samorządu terytorialnego.
5. Poświadczanie za zgodność z okazanymi oryginałami kopii i kserokopii dokumentów handlowych.
6. Poświadczanie świadectwa pochodzenia wystawionego przez urząd celny uwarunkowane wymogami kraju odbiorcy towaru.
7. Wystawianie, na podstawie świadectw pochodzenia wystawionych przez urząd celny, dodatkowych świadectw niepreferencyjnego pochodzenia towarów na formularzach Krajowej Izby Gospodarczej, jeśli zagraniczny odbiorca towaru żąda wystawienia takiego świadectwa, w związku z realizacją płatności za towar,
8. Wystawianie świadectw niepreferencyjnego pochodzenia towarów na dostawy finansowane z funduszy zewnętrznych.

O legalizację dokumentów i świadectwa pochodzenia w eksporcie mogą ubiegać się przedsiębiorstwa zarejestrowane w Polsce.